# Mischstrom
Als Mischstrom bezeichnet man einen elektrischen Strom, der neben einem Gleichstromanteil auch einen Wechselstromanteil enthält. Man kann ihn auch als periodisch um einen von null verschiedenen Mittelwert bzw. Gleichwert schwankenden Strom beschreiben.

Links: Wechselstrom – Rechts: Mischstrom

Beispielsweise entsteht Mischstrom durch Gleichrichtung eines Wechselstroms. Das erste Bild zeigt links einen sinusförmigen Strom {\displaystyle x}; es ist deshalb ein Wechselstrom, weil sein Mittelwert {\displaystyle {\overline {x}}} gleich null ist. Durch Gleichrichtung entsteht der rechts gezeigte Mischstrom {\displaystyle |x|}, der aus einem Gleichstrom mit der Höhe {\displaystyle {\overline {|x|}}} besteht und einem Wechselstrom, der um diese Höhe schwankt. Dieser Anteil ist im zeitlichen Mittel gleich null. Die Höhe des Gleichanteils wird in diesem Zusammenhang Gleichrichtwert genannt.

Zeitverlauf eines pulsdauermodulierten Rechtecksignals

Auch elektromagnetische Gleichstromgeneratoren erzeugen einen Strom, dessen Stärke mit der Position des Rotors in der Maschine schwankt; aber am Kommutator findet nach jeder halben Umdrehung ein Umschaltprozess statt. In den Erregerwindungen im Rotor entstehen sinusförmige Wechselspannungen, die am Kommutator „gleichgerichtet“ werden. Dadurch kommt es nicht zu einem Vorzeichenwechsel, und es entsteht ein Mischstrom.
Mittels Glättungskondensatoren oder Glättungsdrosseln kann der Gleichanteil erhöht und der Wechselanteil erniedrigt, aber nie ganz vermieden werden; es bleibt eine Restwelligkeit.

Beispielhafter Spannungs-Zeit-Verlauf bei serieller Übertragung

Ferner entsteht Mischstrom in vielen Anwendungen der Pulsdauermodulation und der Signalübertragung. Beispiele:
- Durch Veränderung der Impulsdauer {\displaystyle \tau } bei konstanter Periodendauer {\displaystyle T} entsteht ein Gleichwert {\displaystyle y_{-}} proportional zum Tastgrad {\displaystyle \tau /T}.
- Bei einer Datenübertragung gemäß RS-232 mit 8 Daten-Bits und 2 Synchronisations-Bits überwiegt je nach der zu übertragenden Information und je nach Pause zwischen den Zeichen (zwischen Stopp-Bit und neuem Start-Bit) die positive oder negative Spannung und damit auch ein positiver oder negativer Gleichanteil des Mischstroms. Manche Leitungscodes sind bewusst gleichanteilsfrei ausgelegt.